# Federation of Young European Greens
Federation of Young European Greens (forkortet: FYEG) er en federation grundlagt i 1988 af ungdomsforbund fra europæiske lande både indenfor og udenfor EU. Det er det officielle ungdomsforbund til De Europæiske Grønne. Socialistisk Folkeparti Ungdom (SFU) er medlem af FYEG.